# Zaštita podataka
Zaštita podataka je skup različitih tehnoloških metoda kojima se digitalni podaci štite tokom procesa digitalnog prenosa podataka ili digitalne komunikacije. Njihovom primenom se osigurava privatnost kako ličnih, tako i javnih podataka.
Zaštita podataka je neophodna tokom digitalnog prenosa podataka osetljivog sadržaja, kao što su vladina dokumenta, bankovni podaci, dokumenta državnih službi, podaci velikih preduzeća, i sl. Da bi digitalni podaci stigli netaknuti na svoje odredište, tokom prenosa oni moraju biti konstantno zaštićeni od neovlašćenog otkrivanja i pristupa, preusmeravanja i prekida, inspekcije i modifikacije, snimanja i uništenja.
Podaci koji se nalaze na ličnim računarima svih korisnika takođe zahtevaju zaštitu od neovlašćenih upada sa istog ili drugih računara, kao i od napada virusa.

## Tehnološke metode zaštite podataka

### Enkriptovanje podatka
Enkriptovanje ili enkripcija podataka je metoda zaštite podataka kojom se šifruju podaci na hard disku i ostalim digitalnim medijima poput SSD diska, USB fleš i dr. memorijskih kartica. Enkripcija podataka se vrši softverski i hardverski.

### Sigurnosna kopija podataka - Bekap kopija
Sigurnosna ili bekap kopija (engl. backup) podrazumeva kopiju podataka koja se čuva odvojeno od originala. Osim za spasavanje podataka nakon njihovog gubitka, bekap kopije služe i za vraćanje podataka u stariji, neizmenjeni oblik, kada se za tim ukaže potreba.

### Sakrivanje podataka
Sakrivanje ili maskiranje podataka je proces prikrivanja određenih podataka koji se nalaze u bazama podataka pod određenom nadležnošću. Vrši se u svrhe osiguranja korisničkih informacija osetljivog sadržaja koje ne smeju izaći iz okvira nečije autorizovane okoline.

### Uništavanje podataka
Uništavanje podataka je metoda kojom se u potpunosti uništavaju svi elektronski podaci na hard disku ili nekom drugom digitalnom mediju kako bi se sprečilo dalje kopiranje podataka nakon što se uređaj prestane koristiti.

## Literatura
- Cavoukian, Ann (1995). Who Knows: Safeguarding Your Privacy in A Networked World (paperback)|format= захтева |url= (помоћ). Random House of Canada: Random House. ISBN 978-0-394-22472-5.